# Nyabikere
Nyabikere es una comuna de la provincia de Karuzi en Burundi. En agosto de 2008 tenía una población censada de 48 993 habitantes.
Se encuentra ubicada en el centro-norte del país, al este del lago Tanganica y de la capital del país, Buyumbura. 